# North Harbour (Nouvelle-Zélande)
North Harbour  est une banlieue de la région d’Auckland, située dans l’Île du Nord de la Nouvelle-Zélande.

## Situation
Elle est localisée à 12 kilomètres au nord du centre de cité d’Auckland, vers le sud de la banlieue d'Albany, tout près de l’angle nord de la city et limitée à l’est par la banlieue de Rosedale, au sud par “Chester Park “ en Nouvelle-Zélande et à l’ouest par “ Lucas Creek”.

## Toponymie
Le terme de "North Harbour"   a aussi un usage plus général faisant référence à toutes les parties de la conurbation d’Auckland situées au nord du mouillage de Waitematā Harbour, qui comprend l’entièreté de l’ancien North Shore City (y compris la côte d’Hibiscus), la plupart de l’ancien Waitakere City. 
Le nom ainsi appliqué rend compte de la plupart des usages communs quand on y fait référence comme pour le équipe de rugby du North Harbour, qui joue dans l'ITM Cup.

## Éducation
- L’Albany Junior High School (Auckland) est une école rassemblant des enfants de l’année de 7 à 10, avec un effectif de 912 étudiants[1]. Elle fut ouverte en 2005[2].
- L’école supérieur senior d’Albany (en) ouvrit au niveau de la banlieue d’Albany en 2009 pour les élèves allant de l’année 11 à 13 [3].